# Chiesa di San Moisè

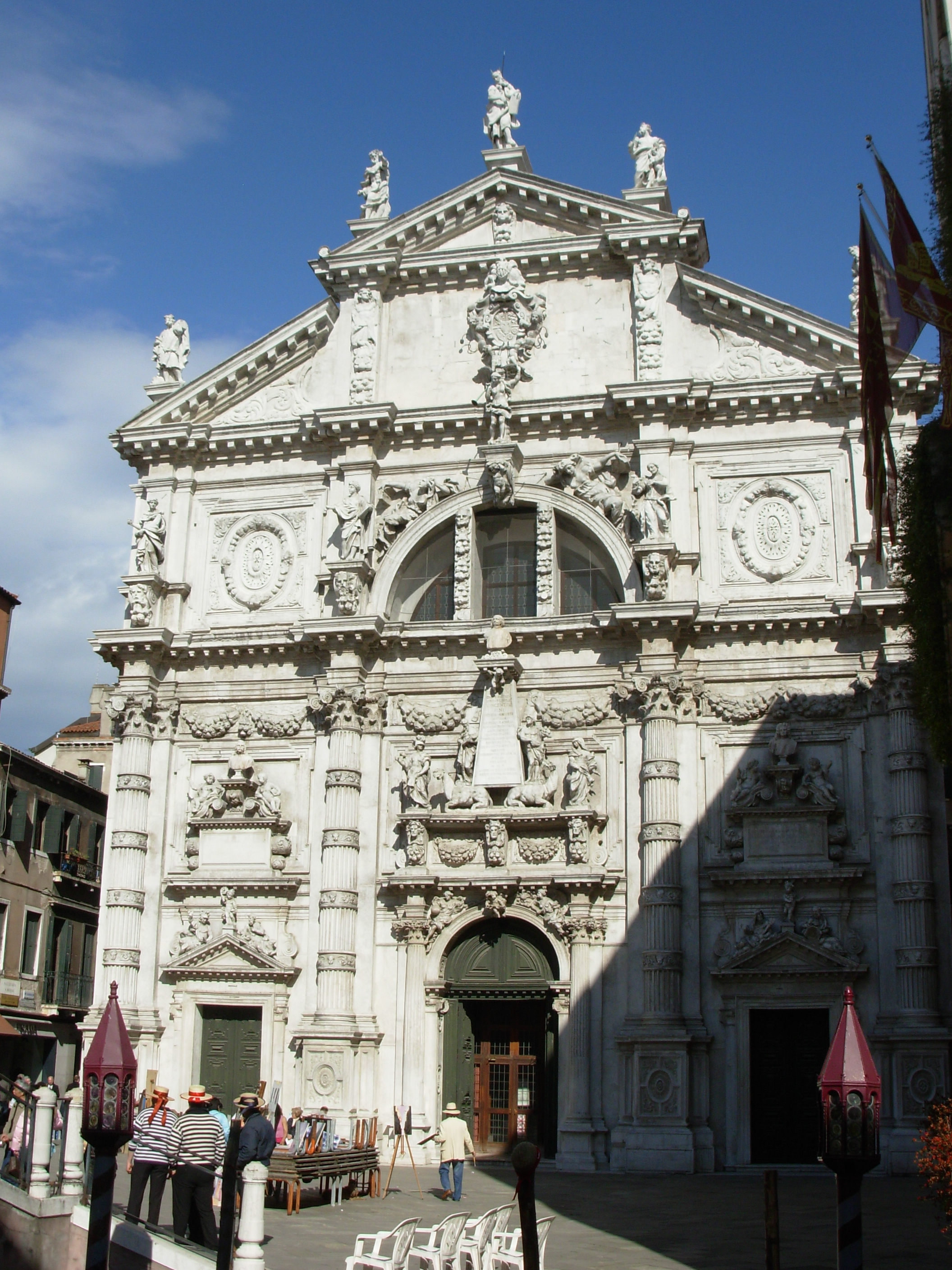
Chiesa di San Moisè

De Chiesa di San Moisè of San Moisè Profeta is een katholieke kerk in de sestiere San Marco in Venetië (Italië).

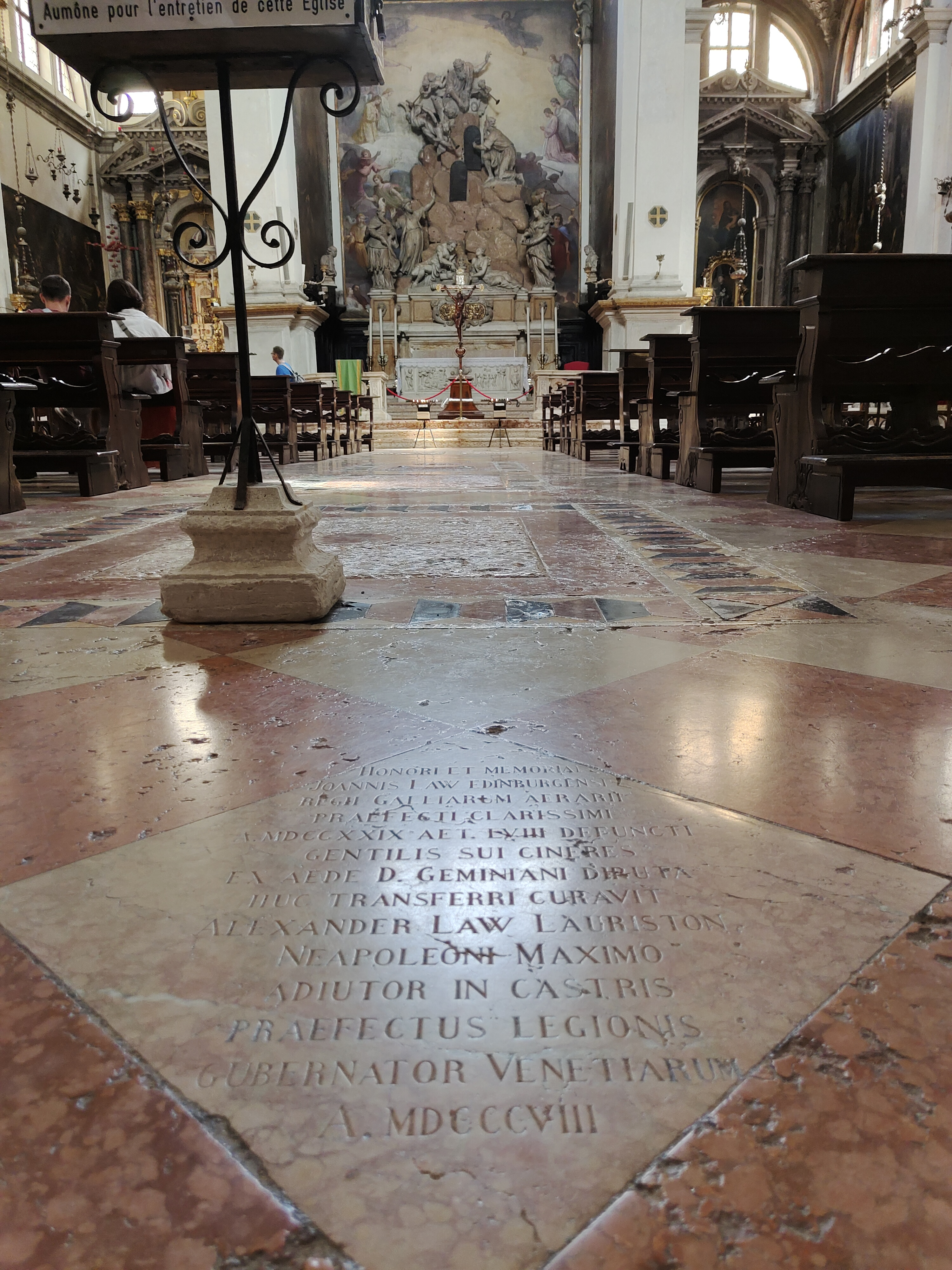
Interieur met de grafsteen van John Law en in de achtergrond het hoofdaltaar van Heinrich Meyring

## Geschiedenis
De oorspronkelijke kerk werd gebouwd in de 8e eeuw op initiatief van de adellijke families Artegeri en Scoparia. Om stabiliteitsredenen werd de kerk herbouwd in de 10e eeuw door Moisè Valier. Na een verwoestende brand werd de kerk weer heropgebouwd in 1105. De huidige kerk werd in 1668 gebouwd door Alessandro Tremignon, een leerling van Longhena. De opdrachtgevers waren de rijke Vicenzo en Gerolamo Fini. Hun beeltenis siert nog altijd de kerkgevel. De kerk is opgedragen aan Mozes, maar brengt ook hulde aan Moisè Venier, die in de 9de eeuw de herbouw van een van de eerdere heiligdommen op deze plaats financierde.

## Buitenkant
De barokke gevel wordt volledig ingenomen door beeldhouwwerken. Door de sculpturen lijkt de gevel op één groot monument voor de familie Fini. Standbeelden waren in Venetië in openbare ruimten verboden, maar op deze manier wisten enkele rijke families een gedenkteken voor zichzelf achter te laten dat misschien wel indukwekkender was dan een officieel standbeeld. De Fini’s waren nog niet lang van adel. Vincenzo, van wie op de obelisk boven de deur een borstbeeld te zien is, had zijn adellijke titel nog maar net voor veel geld gekocht.
De trots en rijkdom die de gevel toont, doen wat parvenuachtig aan.

## Binnenkant
Het opvallendste element aan het interieur is het altaarstuk van de Duitser Heinrich Meyring. Verder hangen er nog schitterende schilderijen van Tintoretto en Palma il Giovane. Een onopvallende tegel markeert het graf van John Law.